# SOUL BANGIN'
「SOUL BANGIN'」（ソウル バンギン）は、久保田利伸の22枚目のシングル。1999年7月28日に、SME Recordsから発売された。

## 概要
前作「AHHHHH!」から1年ぶりのシングルで、初となるマキシシングル。21枚目のシングル「the Sound of Carnival」と同日発売。TOYOTA「PRADO」CFソング。
直後のアルバム「As One」には収録されず、アメリカ発売のアルバム「Nothing But Your Love」に、英詞にした上で「Body Bounce」というタイトルで収録された。

## 収録曲
全曲　作詞・作曲：久保田利伸
1. SOUL BANGIN'
2. SOUL BANGIN' （DJ HASEBE REMIX）
3. the Sound of Carnival （SOUL BOSSA TRIO REMIX '99）
4. SOUL BANGIN' （Original Karaoke）